# Erik Gerhard Andersen
Erik Gerhard Andersen (født 24. februar 1916, død 21. februar 1945) var en dansk oversætter og modstandsmand.
I sin ungdom var han medlem af DSU. Han påbegyndte illegalt arbejde ved at uddele antinazistiske tryksager til tyske soldater. Han var tilknyttet det illegale blad Hjemmefronten og Ringen..
Gennem sit kendskab til tyske soldater fik han ansættelse som tolk på Dagmarhus. Med redaktør Niles Jørgensen som mellemmand videregav han oplysninger til modstandsbevægelsen, blandt andet om tilfangetagne medlemmer af modstandsbevægelsens tilståelser under forhør. Hans beretninger til Hjemmefronten reddede angiveligt en halv snes modstandsfolk fra at blive arresteret. Imidlertid blev bladets redaktion angivet, og Erik Gerhard Andersen blev anholdt 30. maj 1944, hvorefter han blev dødsdømt og henrettet i Ryvangen den 21. februar 1945.
Erik Gerhard Andersen efterlod en hustru og seks år gammel datter. I sit afskedsbrev skrev han ganske kort:
"Kære far, kære allesammen.
Hermed det sidste brev fra mig. Har lige faaet besked om, hvad der venter mig. Jeg er fuldstændig rolig og klar og fortryder intet. Jeg haaber, at I tager det roligt og ikke falder sammen. Hele livet staar og falder jo ikke med mig. Jeg vil ikke skrive til hver enkelt. Vil gøre det saa kort som muligt. Jeg beder dig takke alle, som hav været noget for mig - og du kan roligt sige, at jeg gaar det hele imøde med oprejst pande.
Kærlig hilsen til jer alle fra jeres Erik.
Ved en mindehøjtidelighed udtalte rådmand Ib Kolbjørn ifølge Socialdemokraten den 9.juli 1945:
"Erik var blandt de forreste i kampen mod tyskerne: han påtog sig et hverv, der selv blandt hans nærmeste rejste spørgsmålet: Er Erik blevet nazist? Han gik ind i fjendens hule for at hente oplysninger, der blev til uvurderlig gavn for hans kammerater, og som krævede den største indsats fra ham."
Erik Gerhard Andersen var blandt de 106 henrettede modstandsfolk, der blev begravet i Ryvangen den 29. august 1945.